# Olga Zajcevová
Olga Alexejevna Zajcevová (rusky Ольга Алексеевна Зайцева, * 16. května 1978, Moskva, Sovětský svaz) je bývalá ruská biatlonistka, dvojnásobná olympijská vítězka a několikanásobná medailistka z mistrovství světa.
Na mistrovství světa se poprvé prosadila v roce 2005 v Hochfilzenu, kde se stala mistryní světa ve štafetovém závodě a přidala stříbrnou medaili ve sprintu a bronzovou medaili ve stíhacím závodě. Ve stejném roce dokázala získat stříbrnou medaili také na mistrovství světa smíšených štafet v Chanty-Mansijsku. Na Zimních olympijských hrách 2006 v Turíně se stala poprvé olympijskou vítězkou, když zvítězila v ženském štafetovém závodě. Po dvou letech, kdy byla na mateřské dovolené, se vrátila v roce 2009 na mistrovství světa v Pchjongčchangu získala čtyři medaile. Stala se mistryní světa ve štafetovém závodě a v závodě s hromadným startem a obsadila třetí místa ve stíhacím závodě a ve sprintu. Olympijskou vítězkou se stala také na Zimních olympijských hrách 2010 ve Vancouveru, kde zvítězila opět ve štafetovém závodě a získala stříbrnou medaili v závodě s hromadným startem. Nejúspěšnější sezónou ve světovém poháru byla sezóna 2004/05, kdy v celkovém hodnocení obsadila konečné čtvrté místo.

## Sportovní výsledky

### Olympijské hry a mistrovství světa
| Sezóna  | Akce | Místo                | SP  | SZ  | HZ  | IZ  | ŠT  | SŠT |
| ------- | ---- | -------------------- | --- | --- | --- | --- | --- | --- |
| 2002/03 | MS   | Chanty-Mansijsk      | –   | –   | –   | 32. | –   | ×   |
| 2003/04 | MS   | Oberhof              | –   | –   | 20. | 49. | –   | ×   |
| 2004/05 | MS   | Hochfilzen           | 2.  | 3.  | 17. | –   | 1.  | 2.  |
| 2005/06 | ZOH  | Turín                | 9.  | 19. | 15. | –   | 1.  | ×   |
| 2008/09 | MS   | Pchjongčchang        | 3.  | 3.  | 1.  | 14. | 1.  | 5.  |
| 2009/10 | ZOH  | Vancouver            | 7.  | 7.  | 2.  | 26. | 1.  | ×   |
| 2009/10 | MS   | Chanty-Mansijsk      | ×   | ×   | ×   | ×   | ×   | 4.  |
| 2010/11 | MS   | Chanty-Mansijsk      | 4.  | 12. | 5.  | –   | 8.  | 6.  |
| 2011/12 | MS   | Ruhpolding           | 16. | 7.  | DSQ | 6.  | 7.  | 5.  |
| 2012/13 | MS   | Nové Město na Moravě | 4.  | 4.  | 5.  | 6.  | 4.  | 6.  |
| 2013/14 | ZOH  | Soči                 | DSQ | DSQ | DSQ | DSQ | DSQ | DSQ |

Kvůli zapojení do ruského dopingového skandálu na olympiádě v Soči byla Zajcevová ze všech disciplín těchto her, jichž se zúčastnila, 1. prosince 2017 diskvalifikována disciplinární komisí Mezinárodního olympijského výboru. Původně získala stříbrnou medaili v ženské štafetě.

### Světový pohár

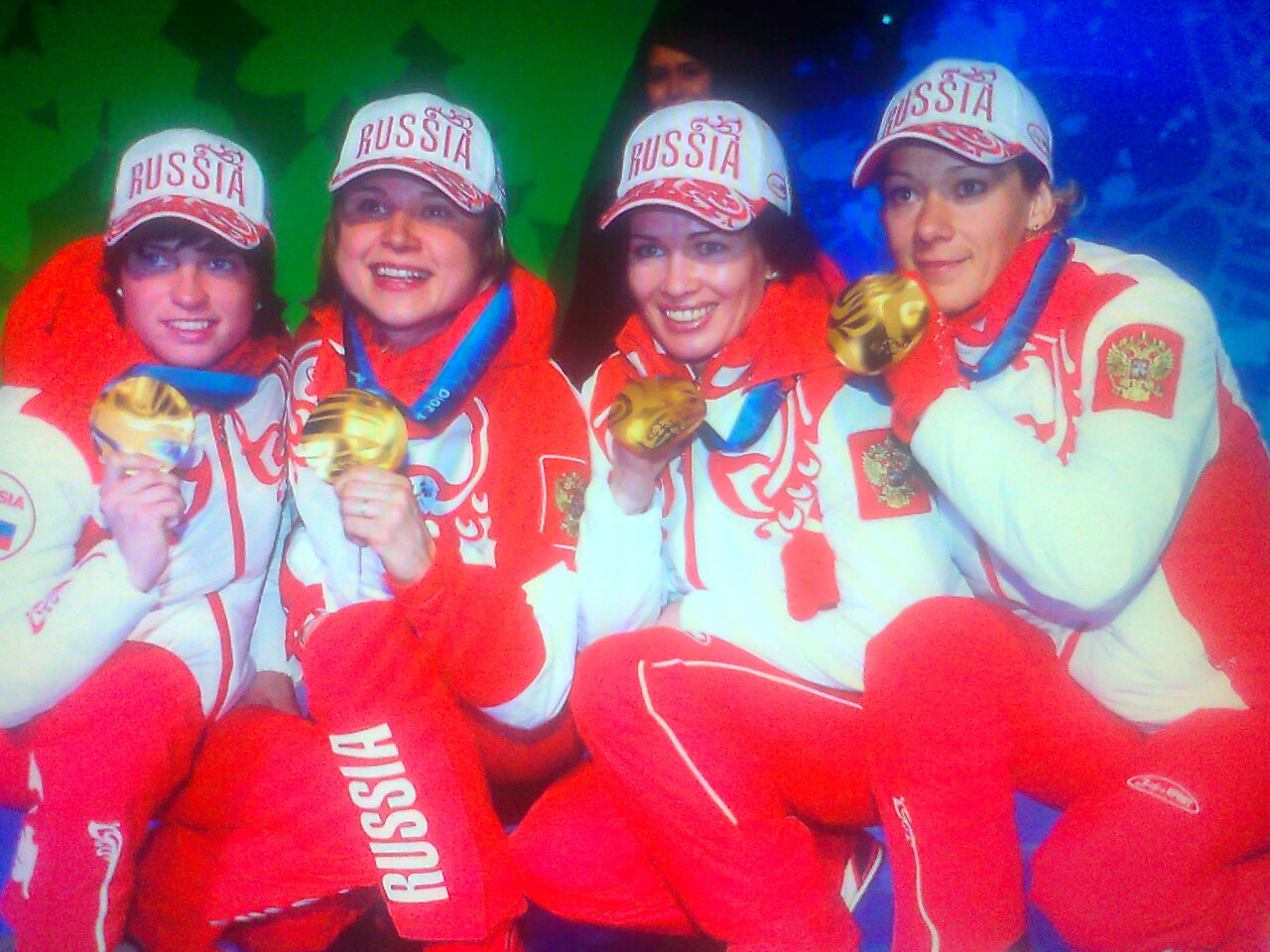
Vítězná štafeta ze Zimních olympijských her 2010 (Zajcevová zcela vpravo)

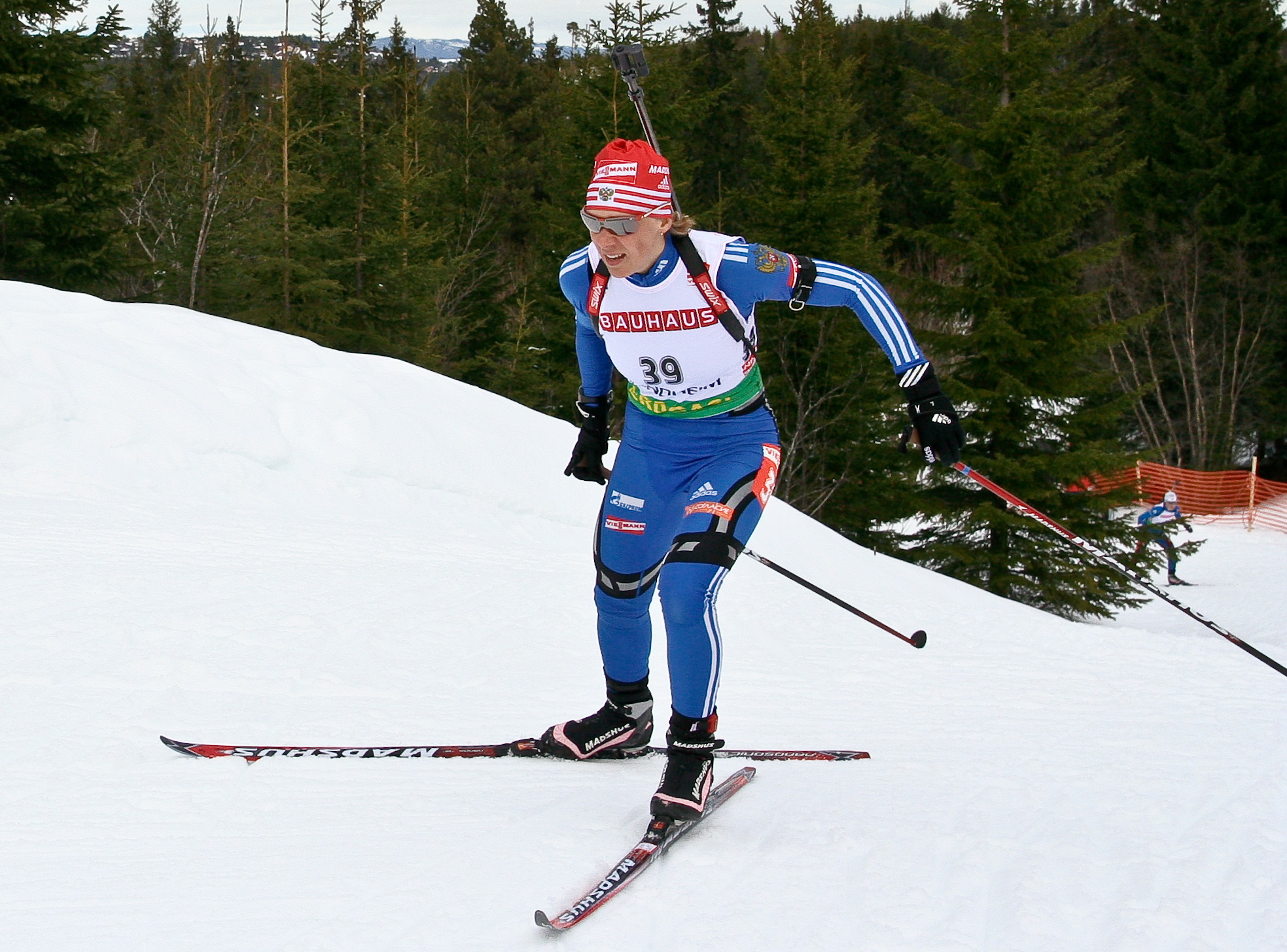
Olga Zajcevová ve vítězném závodě světového poháru v Trondheimu v roce 2009

Vítězství v závodech světového poháru.
| Sezóna  | Místo                       | Závod                      |
| 2002/03 | Östersund, Švédsko          | Sprint (7,5 km)            |
| 2002/03 | Ruhpolding, Německo         | Smíšená štafeta            |
| 2002/03 | Holmenkollen, Norsko        | Štafeta (4 × 6 km)         |
| 2002/03 | Östersund, Švédsko          | Vytrvalostní závod (15 km) |
| 2003/04 | Beitostølen, Norsko         | Štafeta (4 × 6 km)         |
| 2003/04 | Holmenkollen, Norsko        | Sprint (7,5 km)            |
| 2003/04 | Östersund, Švédsko          | Stíhací závod (10 km)      |
| 2003/04 | Ruhpolding, Německo         | Štafeta (4 × 6 km)         |
| 2003/04 | Sansicario, Itálie          | Štafeta (4 × 6 km)         |
| 2003/04 | Chanty-Mansijsk, Rusko      | Hromadný start (12,5 km)   |
| 2004/05 | Östersund, Švédsko          | Stíhací závod (10 km)      |
| 2004/05 | Ruhpolding, Německo         | Štafeta (4 × 6 km)         |
| 2008/09 | Trondheim, Norsko           | Sprint (7,5 km)            |
| 2009/10 | Hochfilzen, Rakousko        | Štafeta (4 × 6 km)         |
| 2010/11 | Ruhpolding, Německo         | Vytrvalostní závod (15 km) |
| 2010/11 | Antholz-Anterselva, Itálie  | Štafeta (4 × 6 km)         |
| 2011/12 | Hochfilzen, Rakousko        | Sprint (7,5 km)            |
| 2011/12 | Hochfilzen, Rakousko        | Stíhací závod (10 km)      |
| 2011/12 | Hochfilzen, Rakousko        | Smíšená štafeta            |
| 2011/12 | Oberhof, Německo            | Štafeta (4 × 6 km)         |
| 2011/12 | Nové Město na Moravě, Česko | Sprint (7,5 km)            |
| 2012/13 | Östersund, Švédsko          | Smíšená štafeta            |
| 2012/13 | Oberhof, Německo            | Stíhací závod (10 km)      |
| 2013/14 | Ruhpolding, Německo         | Štafeta (4 × 6 km)         |